# Giussago
Giussago (Giüssà in dialetto pavese) è un comune italiano di 5 365 abitanti della provincia di Pavia in Lombardia. Si trova nel Pavese settentrionale, nella pianura tra l'Olona e il Naviglio Pavese, al confine con la città metropolitana di Milano.

## Storia
Il toponimo deriva dal nome di persona latino Iustius con suffisso -acus. In epoca romana nei pressi di Giussago passava la via Mediolanum-Ticinum, strada romana che collegava Milano con Pavia.
L'attuale comune di Giussago si è formato con la progressiva aggregazione dei molti piccoli comuni che ancora nel XIX secolo e all'inizio del successivo esistevano nella zona (tuttora il capoluogo ospita meno di un terzo della popolazione del comune).

Giussago, noto come Iussagum nel XV secolo, faceva parte della Campagna Soprana ed era sede di squadra (podesteria). Fu feudo dei Pallavicino dal 1539 al 1717, e dei Gallarati dal 1767 al 1797. Nel 1757 gli furono aggregati i comuni di Cassina Maggiore e Nivolto, nel 1872 quello di Casatico e nel 1928 infine i soppressi comuni di Baselica Bologna, Carpignago e Turago Bordone.
- Baselica Bologna (CC A695) era sede di un'antica pieve che esercitava la sua giurisdizione su molti centri vicini; nel XII secolo la località era nota come Baserice Nove ovvero 'basiliche nuove'. Faceva parte della Campagna Soprana pavese, ed era feudo degli Sforza del ramo di Caravaggio, conti di Lacchiarella. Nel 1841 gli fu unito il soppresso comune di Ronchetto; nel 1928 fu soppresso e unito a Giussago. La chiesa parrocchiale di Baselica conserva le spoglie del Beato Baldassarre Ravaschieri da Chiavari.
- Carpignago (CC B821), noto dal 1181 come Carpignaco, apparteneva alla squadra di Giussago nell'ambito della Campagna Soprana. Era feudo del Monastero della Certosa di Pavia. Nel 1757 gli fu aggregato il comune di Villanova de' Beretti, e nel 1872 i comuni di Guinzano e Liconasco. Nel 1928 fu soppresso e unito a Giussago.
- Casatico (CC B944) è noto dal 1191 come Cassaticum; faceva parte della Campagna soprana pavese e non era infeudato nel XVIII secolo. Nel 1872 il comune fu soppresso e unito a Giussago.
- Cassina Maggiore fu un comune autonomo fino al 1757, e non era infeudato.
- Guinzano (CC E267), noto fin dal 1181, nel XVIII secolo era feudo dei Pietragrassa di Pavia. Nel 1757 gli fu unito il soppresso comune di Molino de' Perotti. Nel 1872 fu soppresso e unito a Carpignago.
- Liconasco (CC E579) appare nel 1181 come Lucunaxi; appartenne alla Campagna Soprana ed era feudo del Monastero della Certosa di Pavia. Nel 1757 gli furono aggregati i comuni di Novedo, Moriago e San Colombanino. Nel 1872 fu soppresso e unito a Carpignago.
- Nivolto fu un comune autonomo fino al 1757, quando era feudo dei conti Fantoni di Pavia.
- Ronchetto era un comune appartenente alla Campagna Soprana, e nel XVIII secolo era feudo dei Landolfi di Milano.
- Turago Bordone (CC L467), noto fin dal XII secolo come Toragum, apparteneva alla Campagna Soprana pavese; fu feudo dei Beccaria di Mezzano e nel XVIII secolo dei Peverelli di Milano. Nel 1928 fu soppresso e unito a Giussago.

### Simboli
Lo stemma e il gonfalone sono stati concessi con decreto del presidente della Repubblica del 9 marzo 1964.
La bandiera vuole rappresentare il feudo di Marcignago, sotto la cui giurisdizione cadeva il territorio di Giussago; le risaie sono elementi fondamentali del paesaggio del paese e fonte di benessere grazie alla produzione di riso.
Il gonfalone è un drappo partito di bianco e di azzurro.

## Società

### Evoluzione demografica
- 314 nel 1751
- 480 nel 1780
- 392 nel 1805
- 421 nel 1807
- 707 nel 1853
- 768 nel 1859[8]

Abitanti censiti

## Cultura

### Istruzione
Nel Comune di Giussago sono presenti tre plessi scolastici statali:
- Scuola dell'Infanzia (frazione Guinzano)
- Scuola Primaria
- Scuola Secondaria di I grado "Carlo Alberto".

È inoltre presente un plesso scolastico paritario, la Scuola dell'Infanzia "San Giuseppe" (via Marconi, 34).

## Amministrazione
Per effetto del R.D. 13 dicembre 1928 i Comuni di Baselica Bologna con Ronchetto, Turago Bordone, Carpignago con Liconasco e Guinzano, Giussago con Casatico, furono accorpati in un unico Comune con capoluogo Giussago.
Il Comune unito di Giussago  nacque il 1º gennaio 1929.
| Periodo         | Periodo         | Primo cittadino         | Partito | Carica                  | Note |
| --------------- | --------------- | ----------------------- | ------- | ----------------------- | ---- |
| 1 gennaio 1929  | 22 maggio 1929  | Commissario prefettizio |         | Commissario prefettizio |      |
| 25 maggio 1929  | 18 ottobre 1941 | Ernesto Cattaneo        | ------  | Podestà                 |      |
| 19 ottobre 1941 | 24 aprile 1945  | Commissario prefettizio |         | Commissario prefettizio |      |

### Sindaci eletti dai cittadini di Giussago dal 1945
| Periodo          | Periodo          | Primo cittadino      | Partito                    | Carica        | Note                   |
| ---------------- | ---------------- | -------------------- | -------------------------- | ------------- | ---------------------- |
| 25 aprile 1945   | 29 marzo 1946    | Gino Bergamaschi     |                            | Sindaco       |                        |
| 30 marzo 1946    | 23 gennaio 1954  | Riccardo Guardamagna |                            | Sindaco       |                        |
| 24 gennaio 1954  | 26 novembre 1960 | Severino Robeni      |                            | Sindaco       |                        |
| 27 novembre 1960 | 3 luglio 1970    | Giovanni Sacchi      |                            | Sindaco       |                        |
| 4 luglio 1970    | 6 giugno 1985    | Cesarino Sacchi      |                            | Sindaco       |                        |
| 7 giugno 1985    | 31 dicembre 1995 | Paolo Ferrari        |                            | Sindaco       |                        |
| 1 gennaio 1996   | 8 giugno 1996    | Angelo Curti         |                            | Sindaco       | [ 11 ]                 |
| 9 giugno 1996    | 15 aprile 2000   | Angelo Curti         |                            | Sindaco       |                        |
| 16 aprile 2000   | 2 aprile 2005    | Ivan Chiodini        |                            | Sindaco       |                        |
| 4 aprile 2005    | 27 marzo 2010    | Ivan Chiodini        |                            | Sindaco       |                        |
| 28 marzo 2010    | 31 maggio 2015   | Massimiliano Sacchi  | Continuità e Futuro        | Sindaco       |                        |
| 31 maggio 2015   | 4 giugno 2016    | C.prefettizio        | ---                        | C.prefettizio | [ 12 ]                 |
| 5 giugno 2016    | 17 dicembre 2016 | Massimiliano Sacchi  | Continuità e Futuro        | Sindaco       | [ 13 ] [ senza fonte ] |
| 17 dicembre 2016 | 10 giugno 2017   | C.Prefettizio        |                            | C.Prefettizio |                        |
| 11 giugno 2017   | 12 giugno 2022   | Daniela Di Cosmo     | Continuità e Futuro        | Sindaco       |                        |
| 13 giugno 2022   | in carica        | Albino Suardi        | Insieme per Giussago #2030 | Sindaco       |                        |